# Хазизов, Пётр Юрьевич
Пётр Юрьевич Хазизов (22 сентября 1965, Москва — 21 октября 2021) — российский кинорежиссер, сценарист, монтажёр и продюсер.

## Биография
Пётр Хазизов родился 22 сентября 1965 года в Москве.
В 1987 году окончил МИСиС (Московский институт стали и сплавов). В 1987—1989 годы работал в Государственном центральном музее кино старшим научным редактором, занимался компьютерным архивом и переводом фильмов.
С 1989 по 1993 сотрудничал с иностранными телеканалами и информагентствами (CBS, American Broadcasting Company (ABC) и Channel 4 и другими) в качестве продюсера, оператора и монтажёра документальных фильмов.

## Семья
- Жена - Ирина Грантовская (род. 23 апреля 1965) Дети:
- Сын - Иван Грантовский (род. 15 июля 1993), кинопродюсер.[1]

## Кино и Реклама
В 1993 году основана студия TEKO FILM (c 2003 года — Cinemateka, в настоящее время — Mangacompany Ltd). Как режиссёр, режиссёр-постановщик и креативный продюсер снял более ста рекламных роликов по заказам ряда рекламных агентств для таких брендов, как Reebok, Coca Cola, Nestle, Unilever, Renault и многих других.
На базе компании TEKO FILM были придуманы многие российские современные бренды, один из них Билайн GSM. Рекламное отделение компании продолжило работу в качестве Metra Films под руководством продюсера Артема Васильева c 2003 года. 
С 2003 года — Cinemateka, в настоящее время — Mangacompany Ltd).
На базе компании Cinemateka было разработано программное обеспечение Cerebro (в переводе с испанского — «Мозг») для управления проектами в аудиовизуальной сфере. На данный момент используется крупными рекламными агентствами, VFX студиями, разработчиками видеоигр, а также производителями телевизионного контента. 
В качестве креативного продюсера, супервайзера по созданию специальных эффектов, а также режиссёра монтажа принимал непосредственное участие в производстве ряда художественных кинофильмов, в том числе Турецкий гамбит, 72 метра, Возвращение, Бумер, Статский советник, Легенда номер 17 и многих других.

## Режиссёр
«Манга»
Эксперимент в стиле аниме стал первой отечественной картиной, за прокат которой взялось представительство «Buena Vista International» и «Columbia Pictures» в России.
Режиссёр, автор сценария и продюсер полнометражного художественного кинофильма «Манга», который вышел в российский кинопрокат в 2005 г. и c успехом демонстрировался на многих отечественных, европейских и американских фестивалях, в частности NY Independent Film and Video Festival, NY, USA, SciencePlusFiction Festival, Trieste, Italy, Rotterdam International Film Festival, Holland, Sitges Festival Internacional de Cinema de Catalunya, Spain, Raindance Internationl Film Festival, London, Great Britain и многих других.
- NY Independent Film and Video Festival, NY, USA (Приз за лучший иностранный фильм)
- Trieste Science+Fiction Festival (Главный приз и Премия Астероид за лучший фильм)

Дебютная роль Ярослава Жалнина.

## 27+ONE
В 2009 году выступил организатором 1-го Российско-Европейского фестиваля короткометражного кино «27+ONE», организованного независимыми кинопродюсерами России и Франции при поддержке Евросоюза и Министерства культуры Российской Федерации. Фестиваль прошёл в кинотеатре Пионер.
Победитель — Святослав Подгаевский, «Синдром Кризиса», (2009)